# 中上神村
中上神村（なかにわむら）は、かつて大阪府に存在した村である。現在の堺市南区の一部にあたる。

## 歴史
- 1889年（明治22年）4月1日、町村制施行により、大鳥郡豊田村、栂村、片蔵村、田中村[1]が合併して、大鳥郡中上神村が誕生。大字片蔵に村役場を設置。
- 1894年（明治27年）11月10日、大鳥郡南上神村と合併して、大鳥郡上神谷村となる。